# 本荘平野
本荘平野（ほんじょうへいや）は、秋田県南西部、子吉川の中下流域に広がる沖積平野である。

## 概要
中央部を子吉川、およびその支流である芋川などが流れ、北東～東部を笹森丘陵、南を鳥海高原、西を日本海に囲まれる。
平野部は水田をはじめとする農地が多くを占め、下流部には本荘の市街地がある。
河口部の両岸にはクロマツの防砂林が広がっており、このうち石脇（子吉川の北側）の林は江戸時代中期の亀田藩の篤農家、石川善兵衛が三代に渡って植林したものである。

## 都市圏
以下に、自治体、および都市圏構成を示す。一般的な都市圏の定義については都市圏を参照のこと。
都市雇用圏（10% 通勤圏）の変遷
- 10% 通勤圏に入っていない自治体は、各統計年の欄で灰色かつ「-」で示す。

| 自治体 ('80) | 1980年                | 1990年                | 2000年                | 2005年                     | 2010年                     | 2015年                     | 自治体 （現在） |
| ------------ | --------------------- | --------------------- | --------------------- | -------------------------- | -------------------------- | -------------------------- | --------------- |
| 本荘市       | 本荘 都市圏 6万7337人 | 本荘 都市圏 6万8446人 | 本荘 都市圏 8万6256人 | 由利本荘 都市圏 11万8527人 | 由利本荘 都市圏 11万2773人 | 由利本荘 都市圏 10万5251人 | 由利本荘市      |
| 由利町       | 本荘 都市圏 6万7337人 | 本荘 都市圏 6万8446人 | 本荘 都市圏 8万6256人 | 由利本荘 都市圏 11万8527人 | 由利本荘 都市圏 11万2773人 | 由利本荘 都市圏 10万5251人 | 由利本荘市      |
| 西目町       | 本荘 都市圏 6万7337人 | 本荘 都市圏 6万8446人 | 本荘 都市圏 8万6256人 | 由利本荘 都市圏 11万8527人 | 由利本荘 都市圏 11万2773人 | 由利本荘 都市圏 10万5251人 | 由利本荘市      |
| 大内町       | 本荘 都市圏 6万7337人 | 本荘 都市圏 6万8446人 | 本荘 都市圏 8万6256人 | 由利本荘 都市圏 11万8527人 | 由利本荘 都市圏 11万2773人 | 由利本荘 都市圏 10万5251人 | 由利本荘市      |
| 矢島町       | -                     | -                     | 本荘 都市圏 8万6256人 | 由利本荘 都市圏 11万8527人 | 由利本荘 都市圏 11万2773人 | 由利本荘 都市圏 10万5251人 | 由利本荘市      |
| 鳥海町       | -                     | -                     | 本荘 都市圏 8万6256人 | 由利本荘 都市圏 11万8527人 | 由利本荘 都市圏 11万2773人 | 由利本荘 都市圏 10万5251人 | 由利本荘市      |
| 東由利町     | -                     | -                     | 本荘 都市圏 8万6256人 | 由利本荘 都市圏 11万8527人 | 由利本荘 都市圏 11万2773人 | 由利本荘 都市圏 10万5251人 | 由利本荘市      |
| 岩城町       | 秋田 都市圏           | 秋田 都市圏           | 秋田 都市圏           | 由利本荘 都市圏 11万8527人 | 由利本荘 都市圏 11万2773人 | 由利本荘 都市圏 10万5251人 | 由利本荘市      |
| 仁賀保町     | -                     | -                     | -                     | 由利本荘 都市圏 11万8527人 | 由利本荘 都市圏 11万2773人 | 由利本荘 都市圏 10万5251人 | にかほ市        |
| 金浦町       | -                     | -                     | -                     | 由利本荘 都市圏 11万8527人 | 由利本荘 都市圏 11万2773人 | 由利本荘 都市圏 10万5251人 | にかほ市        |
| 象潟町       | -                     | -                     | -                     | 由利本荘 都市圏 11万8527人 | 由利本荘 都市圏 11万2773人 | 由利本荘 都市圏 10万5251人 | にかほ市        |

- 2005年3月22日：本荘市、由利郡矢島町・岩城町・由利町・西目町・鳥海町・東由利町・大内町が合併し、由利本荘市となった。
- 2005年10月1日：由利郡仁賀保町、金浦町、象潟町が合併し、にかほ市となった。

## 関連市町村
- 由利本荘市